# Bärenfang (Gebäude)

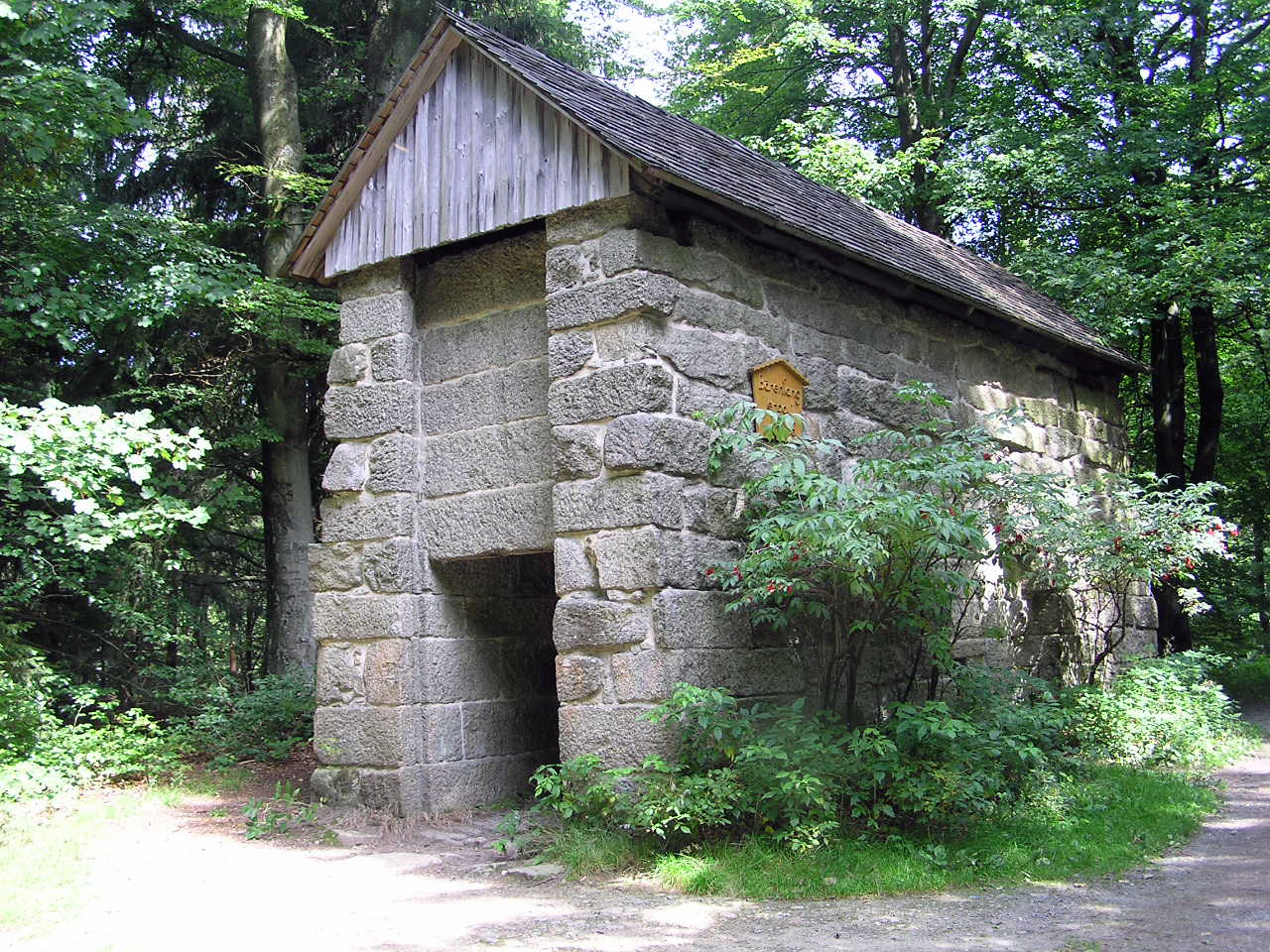
Letzter Bärenfang auf dem großen Waldstein

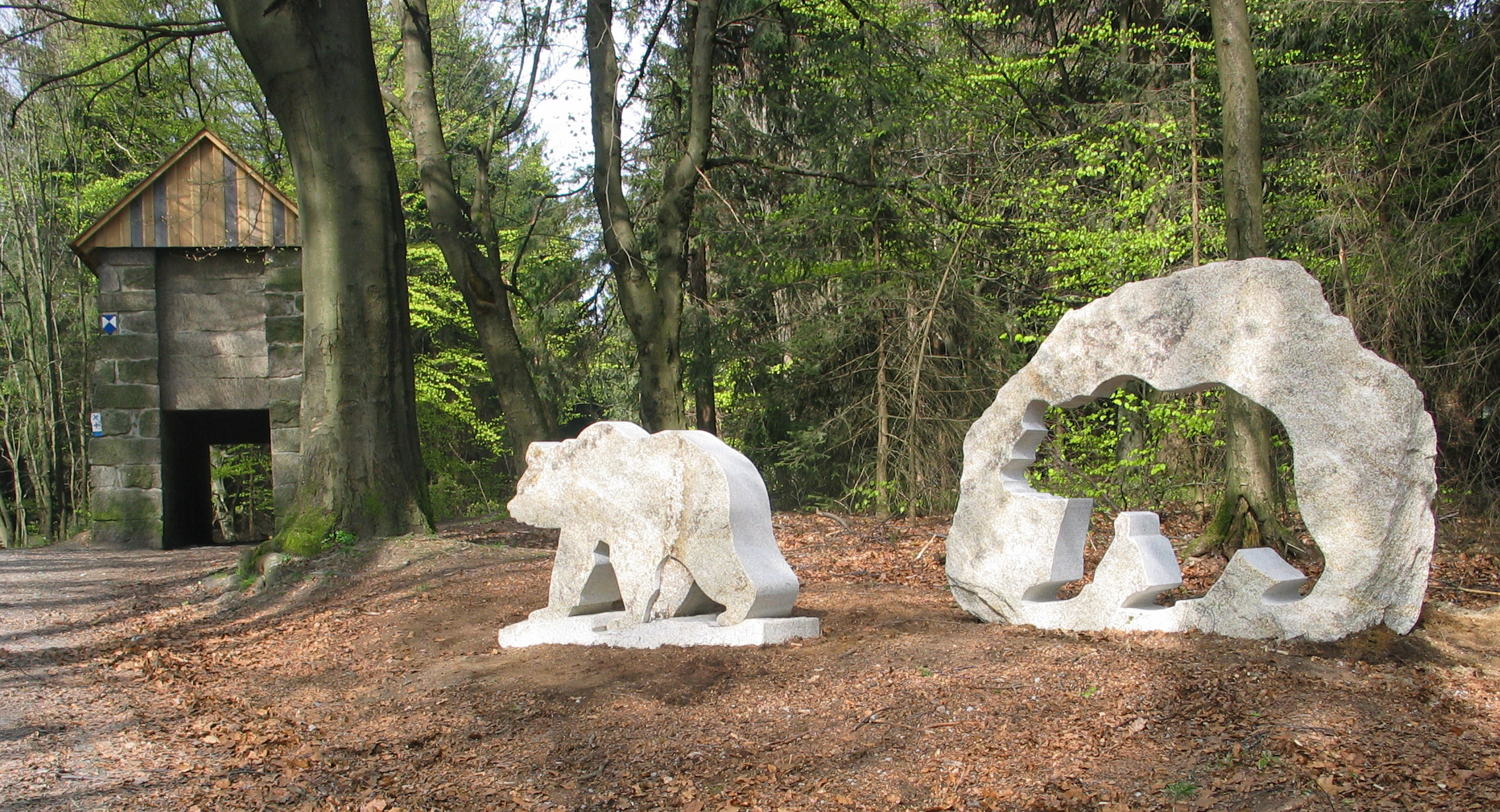
Steinerner Bär beim oben gezeigten Bärenfang, 2006 aufgestellt

Der Bärenfang ist ein Gebäude des 17. Jahrhunderts, in das Bären getrieben und dann gefangen gehalten wurden. Man nimmt an, dass sich das einzig erhaltene Exemplar auf dem Großen Waldstein im Fichtelgebirge befindet. Im nahegelegenen Selber Wald sowie auf der Königsheide standen offenbar ähnliche Gebäude, die aber nach dem Verschwinden der Bären abgerissen wurden, da die mächtigen Granitquader ein begehrtes Baumaterial waren.

## Geschichte

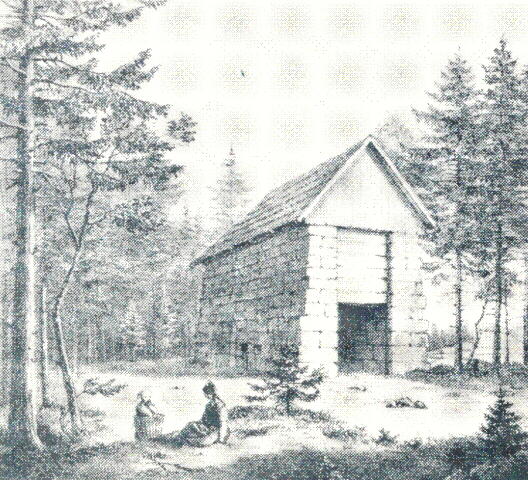
Lithografie von Georg Könitzer (um 1850)

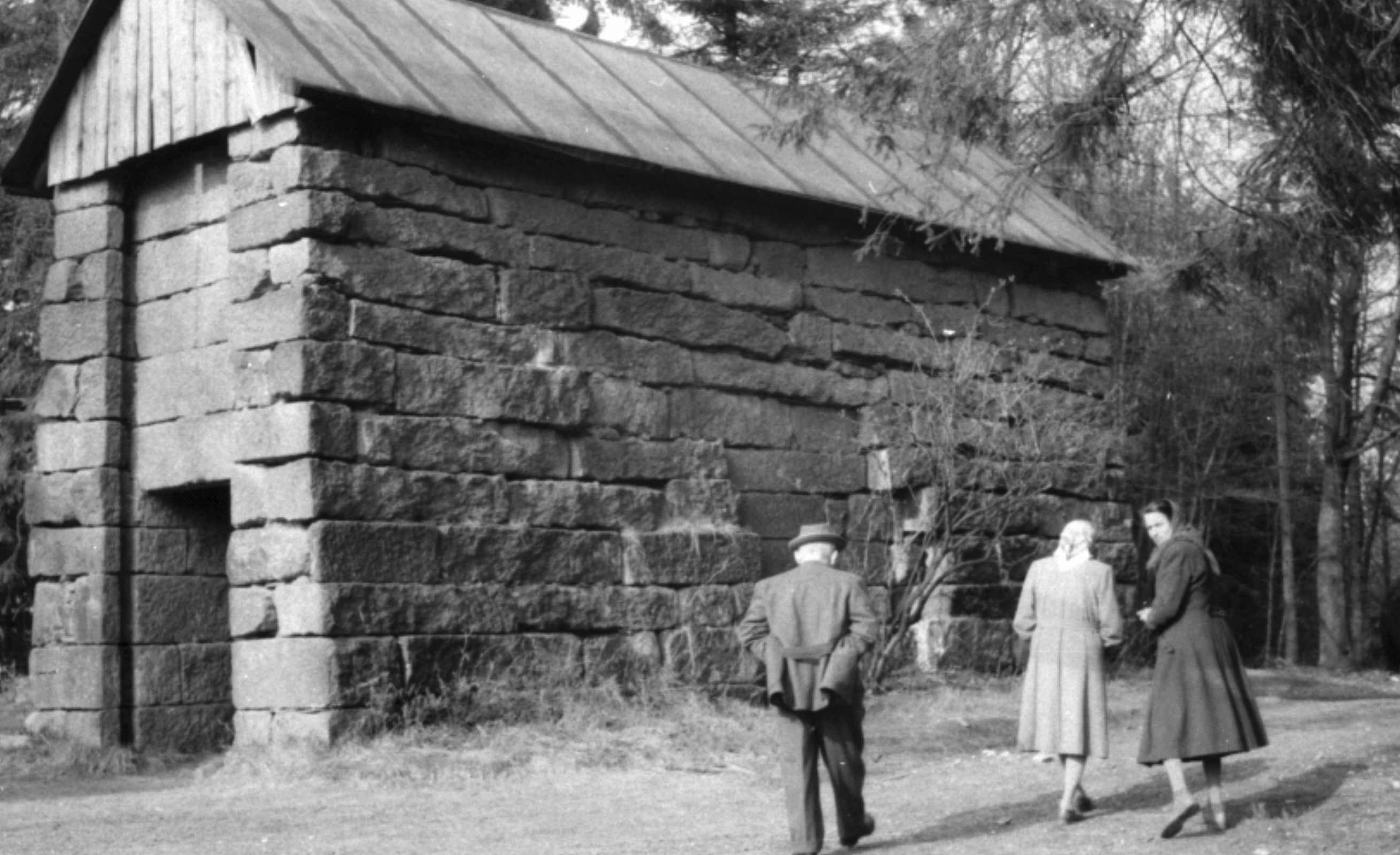
Der Bärenfang im Jahr 1961

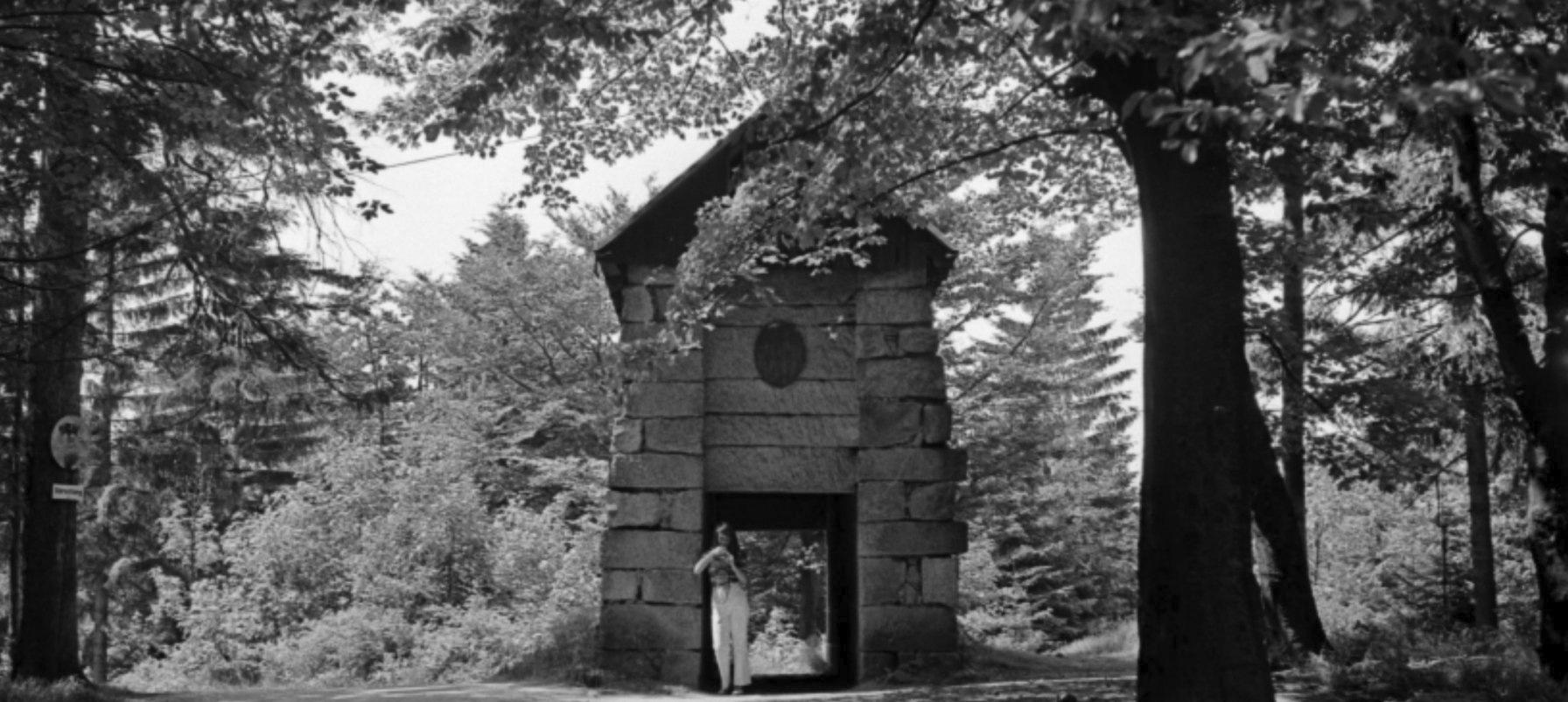
Der Bärenfang im Jahr 1972

Als Folge des Dreißigjährigen Krieges hatten sich die Raubtiere in den deutschen Wäldern rasant vermehrt. Die Markgrafen von Kulmbach-Bayreuth setzten daraufhin Prämien auf den Abschuss von Bären und Wölfen aus. Da Bären schwierig zu jagen sind, entschloss man sich, ihnen mit einer Falle am Waldstein zu Leibe zu rücken.
Die Geschichte des Bärenfanges lässt sich gut rekonstruieren, obwohl Dokumente wie Zeichnungen vom Bau fehlen. Daher ist das genaue Baujahr unbekannt. Im Staatsarchiv Bamberg gibt es jedoch zahlreiche indirekte Hinweise auf den Bärenfang. Sie wurden schon vom ehemaligen Kreisheimatpfleger Karl Dietel zusammengetragen und befinden sich in seiner Zettelsammlung im Stadtarchiv Münchberg.
Der erste schriftliche Hinweis befindet sich in einer Rechnung des markgräflichen Kastenamtes Münchberg vom 3. April 1656. Darin werden „vier Futtermees Hafer für acht Fronpferde“ abgerechnet, welche zum Transport des im Bärenfang am Waldstein gefangenen Bären nach Gefrees benötigt wurden. Von dort wurde das Raubtier weiter nach Bayreuth geschafft, wo die Markgrafen im Thiergarten die beliebte Bärenhatz durchführten.
Vor 350 Jahren wurde also wahrscheinlich der erste Bär am Waldstein lebend gefangen. Der Bärenfang war etwa 100 Jahre in Betrieb, in denen durchschnittlich fast jedes Jahr ein Raubtier in die Falle ging. Nachgelesen werden kann dies immer wieder in den Rechnungen des markgräflichen Oberamtes Stockenroth. Oftmals ist auch von Reparaturen die Rede, bei denen die Bauern Frondienste leisten mussten. Ein Waldsteinbär wurde als Sehenswürdigkeit in das Naturalienkabinett nach Erlangen gebracht, andere stellte man angeblich auf Jahrmärkten zur Schau.
Das letzte Raubtier soll dort im Jahre 1760 gefangen worden sein. Der letzte Bär des Fichtelgebirges lebte bis 1769, es war, wie es heißt, ein ziemlich zahmes Tier, das den Holzfällern aus der Hand fraß, den Förster von Vordorf jedoch als seinen Todfeind betrachtete und von Letzterem  in Notwehr erschossen wurde. Daher werden die Vordorfer noch heute „die Bären“ genannt.
Als um 1780 erneut verdächtige Spuren entdeckt wurden, besserte man den Bärenfang nochmals aus. Angeblich fing man aber lediglich zwei Kapuzinermönche, die sich bei ihrer Wanderung über den Waldstein vor dem Regen schützen wollten.

In der Folgezeit verfiel die Bärenfalle zusehends und schon um 1800 weckten die glatt behauenen Granitquader der Ruine die Begehrlichkeiten verschiedener Bauherren. Die wertvollen Steine sollten erst zum Bau eines Forsthauses in Sparneck und dann für eine Fabrik in Münchberg verwendet werden. Dazu kam es jedoch nicht. Schließlich versuchte im Jahre 1816 der Unterförster Schöntag aus Zell, das verfallene Bauwerk abzureißen und die Steine für seinen Hausbau zu verwenden. Der Sparnecker Oberförster Otto konnte dieses Vorhaben gerade noch verhindern. Er schrieb an das Forstamt Selb: 

„Es ist äußerst schändlich und unvernünftig von einem königlichen Staatsdiener gehandelt, wenn dieser ein sehr seltenes, vielleicht in unserm ganzen Königreich sich nicht wieder vorfindendes Alterthum nicht zu würdigen weiß, und sich gar erdreistet, bey dem königlichen Rentamt Münchberg um die käufliche Überlassung desselben und die Erlaubnis nachzusuchen, solches zu demoliren.“

Der Oberförster wäre sogar bereit gewesen, bei einer öffentlichen Versteigerung „allzeit fünf Gulden mehr zu bieten als die andern und sie aus eigener Tasche zu bezahlen, um dieses Alterthum an Ort und Stelle stehen lassen zu dürfen“. Diesem Einsatz ist es zu verdanken, dass 2006 das 350-jährige Bestehen des Bärenfanges gefeiert werden konnte.

## Beschreibung des Baues
Der Bärenfang ist ein kleines, längliches Gebäude mit zwei Zugängen, an jeder Schmalseite einem. In der Mitte einer Seitenwand befindet sich eine schmale Öffnung. Das Gebäude aus massiven Granitquadern ist 9 Meter lang, 3,30 Meter breit und 4 Meter hoch. Wegen der Schäden durch einen Sturm wurde 2006 dem Gebäude ein neues Dach aufgesetzt. Die den Bärenfang umgebenden Felsen sind ein Naturdenkmal. In der Nähe wurde ein steinerner Bär aufgestellt.

### Dach
Durch sichere Überlieferungen ist bekannt, dass die Bärenfalle spätestens im Jahre 1816 ein Dach besaß, als der Zeller Förster sie abreißen wollte. Unbestätigte Berichte (Schleußinger 1924) erwähnen bereits um 1806 ein Ziegeldach. Noch heute findet man Ziegel im Umfeld des Bärenfanges. Auch hätten die beiden Ordensbrüder wohl kaum Schutz in dem Bauwerk gesucht, wenn es nicht unter Dach gewesen wäre. Als indirekter frühester Hinweis auf ein Dach ist im Jahre 1728 in einer Forstrechnung die Lieferung von fünf Bäumen für die Reparatur des Bärenfanges aufgeführt, darunter ein „Plöcherbaum“. Wofür wäre eine solche Menge Holz nötig gewesen, wenn nicht für das Dach? Ein weiteres Argument ist der Zustand der Mauerkrone, die nach Entfernung des Daches derzeit offenliegt. Ohne einen wirksamen Schutz hätte das Bauwerk den Winter am Waldstein kaum überstanden. Man kann somit davon ausgehen, dass der Bärenfang von Anfang an ein Dach hatte. Offen bleibt, ob dieses immer so beschaffen war wie vor seiner Zerstörung am 20. Mai 2006 durch einen Orkan.

### Funktionsweise
Die genaue Funktion des Auslösemechanismus ist nicht vollständig geklärt. Eine Vermutung äußerte Ludwig Zapf in seinem vor 150 Jahren publizierten Waldsteinbuch. Demnach wurden die beiden Falltüren mit Seilen gehoben, die an der Außenseite der Nordwand mittig zusammenliefen. Über Ösen wurden sie zu einem Mauerdurchlass knapp über dem Boden geleitet. Dort schob man sie über einen Eisenstab, der ins Innere des Bauwerkes führte. An seinem hakenförmigen Ende hing der Köder. Zerrte der Bär daran, lösten sich außen die Seile vom Stab und die Falltore wurden freigegeben.
Hierzu ist zu ergänzen, dass zum Heben der Falltore, die sicher einige Zentner gewogen haben, wohl mehrere Männer nötig gewesen wären. Daher darf man vermuten, dass an der nördlichen Außenwand zusätzlich eine Seilwinde angebracht war, die es einem einzelnen Mann erlaubte, die Falle scharf zu machen. Drei heute noch sichtbare Bohrlöcher in Arbeitshöhe deuten darauf hin. Die Auslösung erfolgte nicht über einen Eisenstab, sondern über ein Seil, das in den Innenraum des Bauwerkes führte und an dem der Köder hing. Zerrte der Bär daran, entriegelte er den Sperrhebel der Seilwinde und die Falltore fielen herunter.
Der Köder selbst bestand wohl aus Aas, das beispielsweise in einem Sack stecken konnte. Es musste vom Fallmeister herangeschafft werden, der auch „Luderführer“ oder „Schinder“ genannt wurde. Er wohnte seit 1687 in Reinersreuth am Fuße des Waldsteins. Dorthin wurde das gesamte verendete Vieh des Oberamtes Stockenroth-Münchberg-Hallerstein gebracht und im „Saugarten“ verscharrt.

Der Sparnecker Revierförster Buchner schrieb dazu 1856: 

„Der Fallmeister hatte die spezielle Aufsicht über diesen Bärenfang. Er musste das Aufstellen und die Reinigung desselben samt dem Köder besorgen. Für diese Obliegenheiten empfing er 6 Klafter Holz aus den fürstlichen Waldungen, welche Abgabe – obgleich das Bärengeschlecht aus dieser Gegend verschwunden ist – dennoch bis heute aus den königlichen Staatsforsten jährlich an demselben fortbesteht.“

 Der Fallmeister hatte außerdem die Aufgabe, die Hunde der herrschaftlichen Schäferei am Grohenbühl bei Stockenroth mit Aas zu versorgen.
Unwahrscheinlich erscheint dagegen die Verwendung von Honig als Köder, was oft vermutet wird. Der Trog im Inneren des Bärenfangs war vielmehr mit Wasser gefüllt, damit ein gefangener Bär einige Zeit überleben konnte. Durch eine Öffnung in der Mitte der Südwand wurde der Bär schließlich in einen davor gestellten Käfig getrieben und lebend abtransportiert. Es wird vermutet, dass man den Bären mit Hilfe von Feuer aus dem Bärenfang in den Käfig trieb, beispielsweise könnte man brennende Fackeln an Stangen von beiden Seiten an den Bären herangebracht haben. Dazu müssten die Falltore allerdings kleine Öffnungen besessen haben.

## Sage von den zwei Mönchen im Bärenfang
Eine Sage um den Großen Waldstein erzählt von folgender Begebenheit:

„Einmal wollten zwei Mönche von Eger her kommend über den Waldstein nach Sparneck reisen. Als sie auf dem Waldstein angekommen waren, fing es plötzlich an wie wild zu regnen. Es war, als wollte jemand nicht, dass sie es bis nach Sparneck schafften. Auf der Suche nach Schutz vor dem Unwetter verliefen sich die zwei Mönche immer tiefer im Wald. Da sahen sie zu ihrer großen Erleichterung einen schmalen Pfad und beschlossen, diesem zu folgen. Aus dem dichten Nebel, den der Regen mit sich brachte, erhob sich vor ihnen plötzlich ein kleines Haus. Sie dankten ihrem Schöpfer und traten ein, um sich unterzustellen. In dem kleinen Haus pfiff und heulte der Wind, als wäre der Leibhaftige in dem kleinen Haus gefangen. Die Mönche traten einige Schritte weiter in das Haus ein, als plötzlich ein gewaltiges Poltern, noch lauter als das Pfeifen und Heulen des Windes, ertönte und zwei Tore die Ausgänge des Gebäudes verschlossen. Voller Angst stolperten sie weiter vorwärts und fielen in eine Ausbuchtung mit klebrigem Inhalt. Angeekelt wischten sie ihre Hände an den Kutten ab und schliefen ein. Am nächsten Tag wurden sie von einem lauten Brummen und Kratzen geweckt. Sie erkannten, dass sie in der Bärenfalle saßen und das klebrige ein totes Tier war, das den Bären anlocken sollte. Diese Aufgabe hatte es auch erfüllt. Draußen lief ein gewaltiger Bär immer wieder lauernd um den Bärenfang herum. Zwar waren sie, da sie drinnen und der Bär draußen war, vor ihm sicher, aber sie konnten nicht aus der Falle entkommen. Schließlich trollte sich der Bär wieder und die Mönche konnten, da sie sich vom Köder ernährten, nach zwei Tagen von Waldhütern gerettet werden.“